# Teuchophorus barkalovi
Teuchophorus barkalovi är en tvåvingeart som först beskrevs av Grichanov 1995.  Teuchophorus barkalovi ingår i släktet Teuchophorus och familjen styltflugor. Inga underarter finns listade i Catalogue of Life.